# 위토토어족
위토토어족(Witotoan, Huitotoan)은 콜롬비아 남동부(아마소나스주) 및 인접한 페루 지역에서 쓰이는 언어들로 이루어진 작은 어족이다. Aschmann (1993)은 위토토어족과 보라어족의 연관성을 주장하며 보라위토토어족을 제안했다. 그러나 Echeverri & Seifart (2016)는 이 가설을 반박하고 있다.

## 언어
- 오카이나어(Ocaina)
- 위토토어(Witoto)
  - 느포데(Nïpode)
  - 므느카(Mïnïca)
  - 무루이(Murui)
- 노누야어(Nonuya)

위 분류는 Aschmann (1993)의 분류와 위토토조어 재구를 따른 Campbell (1997)에 근거한 것이다.

## 같이 보기
- 위토토족
- 오카이나족
- 푸투마요강